# Kepongpongan
Kepongpongan is een bestuurslaag in het regentschap Cirebon van de provincie West-Java, Indonesië. Kepongpongan telt 6741 inwoners (volkstelling 2010).